# Tiâmida
Tiâmida (em grego: Θυάμιδα; romaniz.: Thyámida) ou Tiâmis (em grego: Θύαμις; romaniz.: Thýamis) foi uma das quatro províncias da prefeitura da Tesprócia, Grécia. Seu território corresponde com o atual município de Igumenitsa, exceto as unidades municipais de Margariti e Pérdica. Sua sede era a cidade de Igumenitsa. Foi abolida em 2006.